# Staphylom

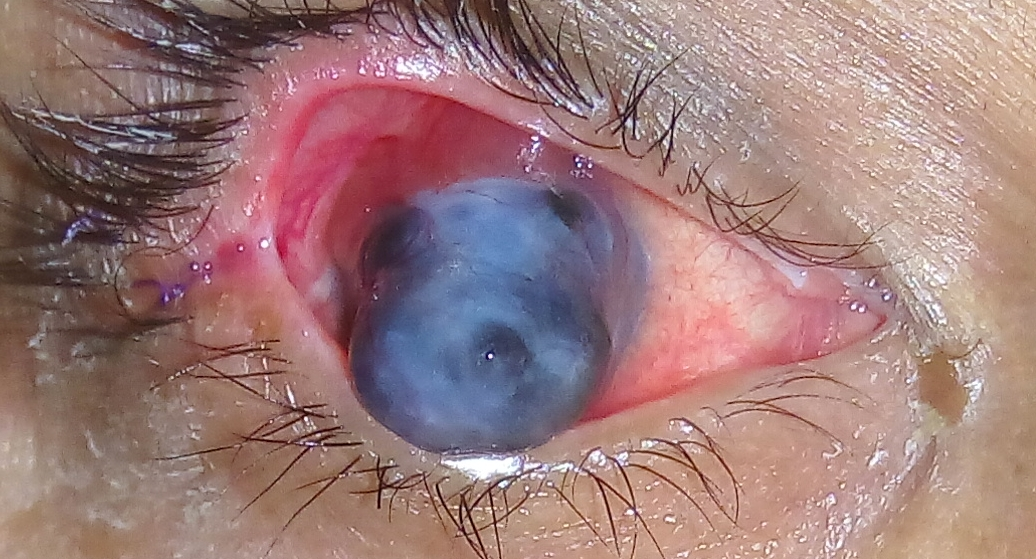
Staphyloma anterius

Als Staphylom (Synonym: Beerengeschwulst, von griechisch staphyle = „Weintraube“) bezeichnet man eine krankhafte, „beerenförmige“ Vorwölbung der Hornhaut (Cornea) oder der Lederhaut (Sclera) des Auges auf Grund einer Verdünnung des Gewebes. Es kann angeboren oder erworben sein, zudem einseitig und beidseitig auftreten. Man unterscheidet verschiedene Formen und Ursachen:
- Staphyloma anterius congenitum – schwere, angeborene Form unter Beteiligung der Hornhaut und weiterer Abschnitte des Augapfels
- Staphyloma aequatoriale – die Vorwölbung des Bereichs hinter dem Ziliarkörper
- Staphyloma ciliare – die Vorwölbung der Sklera im Bereich des Ziliarkörpers, bspw. bei erhöhtem Augeninnendruck oder einer Skleritis
- Staphyloma corneae – die Vorwölbung der Hornhaut, bspw. bei Irisprolaps oder Hornhautentzündungen
- Staphyloma conicum – Hornhautstaphylom, bei dem auch vordere Abschnitte der Aderhaut betroffen sind
- Staphyloma verum posticum – die degenerative Ausbuchtung der Sklera am hinteren Pol, bspw. bei hoher Kurzsichtigkeit.

Wegen der Ausdünnung des Gewebes schimmert die Aderhaut (Uvea) häufig dunkel bis bläulich hindurch, was ebenfalls die Bezeichnung Beerengeschwulst erklärt.